# هاينريش ويلهيلم دوف
هاينريش ويلهيلم دوف (بالألمانية: Heinrich Wilhelm Dove)‏ (و. 1803 – 1879 م) هو فيزيائي، وعالم أرصاد جوية، وأستاذ جامعي من ألمانيا . ولد في لغنيتسا.
وكان عضواً في الجمعية الملكية، والأكاديمية الملكية الهولندية للفنون والعلوم، والأكاديمية الروسية للعلوم، والأكاديمية الأمريكية للفنون والعلوم، والأكاديمية البروسية للعلوم .
توفي في برلين ، عن عمر يناهز 76 عاماً.

## جوائز
حصل على جوائز منها:
- وسام كوبلي (1853)
- وسام الاستحقاق للفنون والعلوم
- وسام الاستحقاق (بروسيا).

## روابط خارجية
- هاينريش ويلهيلم دوف على موقع الموسوعة البريطانية (الإنجليزية)